# Sandra Sprenger
Sandra Sprenger ist eine deutsche Professorin für Erziehungswissenschaft unter besonderer Berücksichtigung der Didaktik der Geographie an der Universität Hamburg. Ihre Arbeitsgebiete sind Bildung für nachhaltige Entwicklung (BNE) unter besonderer Berücksichtigung von Fragen nach dem unterrichtlichen Umgang mit Herausforderungen des Klimawandels und Digital Data Literacy.

## Werdegang
Von 1997 bis 2004 studierte sie Erdkunde, Biologie und Deutsch für das Lehramt an Gymnasien und Geographie im Zweitstudium an der Universität Gießen (2004 1. Staatsexamen für das Lehramt an Gymnasien Erdkunde, Biologie, Deutsch und Allgemeine Erziehungs- und Gesellschaftswissenschaften). Von 2004 bis 2006 absolvierte sie das Referendariat für das Lehramt an Gymnasien an der Goetheschule Wetzlar (2006 2. Staatsexamen für das Lehramt an Gymnasien / Sek. II). Nach der Promotion 2010 an der Universität Kassel wurde sie 2014 Professorin für Erziehungswissenschaft unter besonderer Berücksichtigung der Didaktik der Geographie an der Universität Hamburg.

## Funktionen (Auswahl)
- Seit 2023 Mitglied im Vorstand des Hochschulverbandes für Geographiedidaktik (HGD)
- Sprecherin der Sozietät Bildung für Nachhaltige Entwicklung BNE im Zentrum für Lehrerbildung Hamburg
- Mitglied im Beirat des BMBF Projekts „Klima-ACT! Förderung des Klimahandelns durch immersives Erleben“

## Arbeitsfelder (Auswahl)

### Bildung für nachhaltige Entwicklung
Im Feld der Bildung für nachhaltige Entwicklung forscht Sprenger vor allem zum Umgang mit Fragen des Klimawandels im Unterricht auf Seiten von Lehrkräften sowie Schülerinnen und Schülern; ein Schwerpunkt ihrer Arbeit liegt hier bei der Analyse von Schulbüchern.

### Digital Data Literacy
Im Feld des Umgangs mit digitalen Daten arbeitet Sprenger in verschiedenen Forschungsverbünden an der Entwicklung digitaler Lehr- und Lernangebote für Lehrkräfte zur Exkursionsdidaktik im  Blended-Learning-Ansatz; hierbei wird die Begegnung mit räumlichen Strukturen und Prozessen in den virtuellen Raum verlagert, um soziale Räume unabhängig von Hindernissen im Realraum zu erfahren. Sprenger forscht in diesem Zusammenhang zum Umgang sowohl von Schülerinnen und Schülern als auch von Lehrkräften mit virtuellen Lehr-Lern-Arrangements.

## Schriften (Auswahl)
- Unter Mitarbeit von Heidari, N., Sebastian Feser, M., Scholten, N., & Schwippert, K. (2022): Language in primary and secondary geography education: a systematic literature review of empirical geography education research. International Research in Geographical and Environmental Education, 1-18. doi:10.1080/10382046.2022.2154964
- Unter Mitarbeit von Carina Peter: Digitalization and geography education – A curriculum analysis. Erdkunde, 76(1) 2022, 3-19. doi:10.3112/erdkunde.2022.01.01
- Unter Mitarbeit von Beutelspacher, A., Kahlen, C., & Kremer, K.: Ich sehe Wasser, was du nicht siehst – Bildung für eine nachhaltige Entwicklung am Beispiel des virtuellen Wassers. Friedrich Verlag, Seelze 2018. ISBN 978-3-7800-4857-8
- Wissenschaftsmethodischer Kompetenzerwerb durch forschendes Lernen. Entwicklung und Evaluation einer Interventionsstudie. Kassel 2011, ISBN 3-89958-550-X.
- Unter Mitarbeit von Caroline Leininger-Frézal, Maria Luisa de Lázaro Torres, María Ángeles  Rodríguez Domenech, Neli  Heidari, Maria Pigaki, Cédric Naudet, Aurore Lecomte: Global Change Challenge in the Higher Education Curriculum on the approach of Blended Learning. European Journal of Geography, 14(2), 2022, 1-14.